# Partido Comunista Mexicano
El Partido Comunista Mexicano (por sus siglas PCM) fue un partido político histórico de México. Existió oficialmente entre 1919 y 1981, aunque con varios periodos fluctuando entre el registro legal y la clandestinidad. Tuvo registro de 1922 a 1929, de 1935 a 1951 y de 1978 hasta su fusión con otras organizaciones en 1981.
El PCM es un partido histórico de la izquierda mexicana. A lo largo de su trayectoria sufrió escisiones, reunificaciones, pasos por la clandestinidad, guerra sucia en su contra y diversos cambios doctrinarios. El PCM fomentó la formación de varios de los más trascendentes sindicatos mexicanos de la industria, así como de múltiples organismos independientes de campesinos y sectores populares a lo largo de su existencia. Es considerado como el partido fundacional de la izquierda mexicana; a pesar de sus años de clandestinidad, fue el grupo político opositor de mayor continuidad con un total de 62 años de trayectoria.

## Historia

### Antecedentes

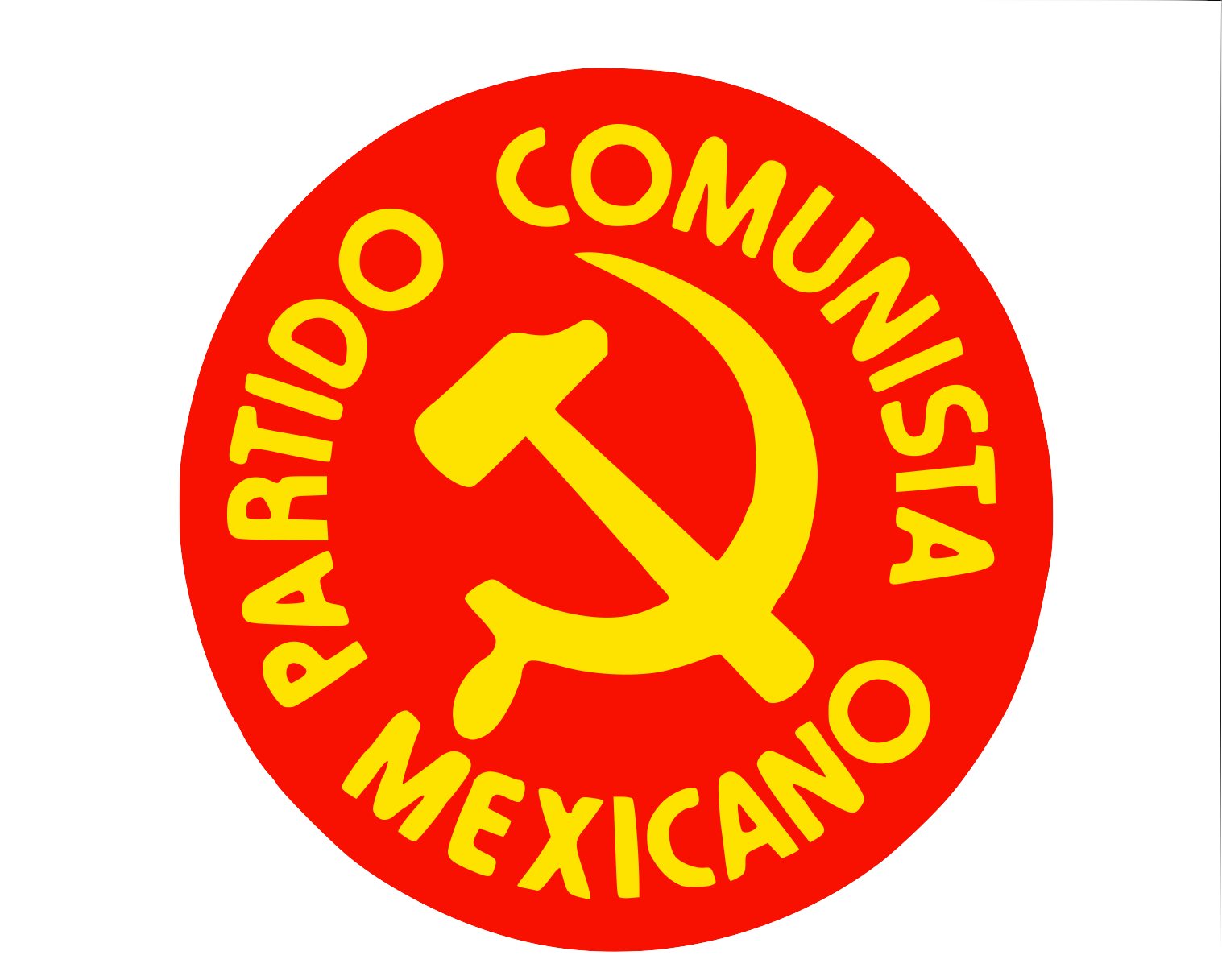
Variante del emblema del partido.

Diversas corrientes y pensamientos de izquierda (progresismo, socialdemocracia, socialismo, comunismo y anarquismo) ya habían tenido algún tipo de presencia en la Historia de México desde el principio de su vida independiente; algunas de ellas encontraron refugio en el ala radical del Partido Liberal (como el pensamiento social de Ignacio Ramírez). Sin embargo la primera organización política de dicha tendencia fue el "Gran Círculo de Obreros de México", fundado en 1871, en el contexto de una minoritaria clase obrera en el país, pero en el marco de la influencia del movimiento obrero y sindicalista que ya existía en Europa y los vecinos Estados Unidos. No obstante dicho organismo fue cooptado por el régimen de Porfirio Díaz, que diluyó la vocación pro-clase proletaria, cuando hizo parte de este instituto a los factores dominantes de la producción (gobierno y empresarios). El crecimiento de la clase obrera y de los conflictos sociales vinculados a ella en el Porfiriato, permitió el surgimiento de distintos partidos minoritarios apoyados en las corrientes del anarquismo, el socialismo o la socialdemocracia; los más relevantes fueron el Partido Liberal Mexicano (encabezado por el anarquista Ricardo Flores Magón) fundado en 1906 y el Partido Obrero Socialista fundado en 1911, durante la primera etapa de la Revolución Mexicana.
El desenvolvimiento de los acontecimientos de la lucha revolucionaria trajo consigo el incremento de movimientos de masas inspirados en pensamientos de orden social y colectivo. A la clase trabajadora respaldada por la Casa del Obrero Mundial, se unió la clase campesina; que había encontrado en el movimiento agrarista de Emiliano Zapata (lucha influenciada por corrientes comunalistas, indigenistas y anarquistas, desarrolladas por personajes como Antonio Díaz Soto y Gama) su punto de representación; también comenzaron a surgir movimientos populares urbanos especialmente de estudiantes, intelectuales y periodistas. Algunos de los personajes impulsores de los movimientos anteriores fueron parte del Congreso Constituyente que redactó la constitución de 1917, interviniendo principalmente en los denominados derechos sociales. Ese mismo año se produjo el triunfo de la Revolución de Octubre en Rusia por manos de los bolcheviques; esto generó una reacción de apego, fundamentado en el concepto del internacionalismo, de los distintos organismos socialistas en diversas partes del mundo, para iniciar, desde su propio territorio, la conformación de movimientos consecuentes con el triunfo bolchevique, en el marco de la influencia de la Segunda y la Tercera Internacional (agrupaciones de partidos políticos de tendencia socialista o comunista en el mundo).
Asimismo, es preciso tener en cuenta la entrada de los EE. UU. a la Primera Guerra Mundial en abril de 1917, situación que provocaría el exilio en México de diversos desertores norteamericanos (despectivamente conocidos como "slackers") y otros personajes políticos de tendencias socialistas que serían clave para la formación del PCM.

### Fundación y primeros años

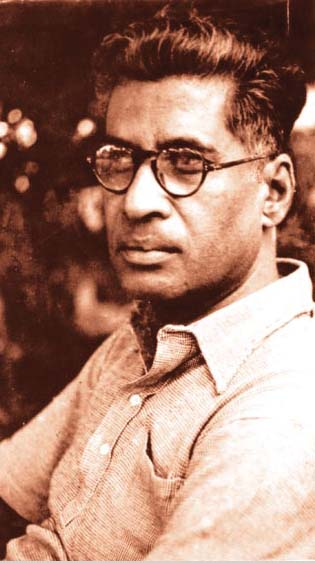
Manabendra Nath Roy, revolucionario indio bengalí, teórico político y activista internacionalmente conocido, fundador de los partidos comunistas en México e India, agente del Komintern.

La formación del Partido Comunista Mexicano tiene su origen en diversas maniobras políticas del bengalí Manabendra Nath Roy, partidario de la independencia de India y refugiado en México ante la persecución del Gobierno estadounidense por sus nexos con Alemania; quien durante su estancia en el país socializaría con personajes como Adolfo Santibáñez y Adolfo Cano, ambos miembros del Partido Obrero Socialista (POS), así como con un grupo de izquierdistas estadounidenses exiliados en México para evitar el reclutamiento militar obligatorio. Con ellos, Roy se dio a la tarea de formar un partido socialista de masas y un buró latinoamericano capaces de luchar ante una posible intervención estadounidense contra el Artículo 27 de la Constitución mexicana, referente a la soberanía del subsuelo. Según el propio Roy, todo esto con la venia y apoyo del entonces presidente Venustiano Carranza, a quien había logrado contactar a través de Manuel García Vigil, presidente de la Cámara de Diputados y amigo de Adolfo Santibáñez
En diciembre de 1918 tiene lugar la conferencia de "constitución del Partido Socialista", convocada a través de la prensa del POS a propuesta de Roy, la cual acabaría con la constitución del Partido Socialista de México (PSM) y la elección de Roy como su secretario general.
En marzo de 1919 el PSM lanzó la convocatoria para realizar el Congreso Nacional Socialista, firmada por el Comité Organizador del mismo que integraban Adolfo Santibáñez, Francisco Cervantes López, Felipe Dávalos y Timoteo García. El Congreso realizó sus actividades del 25 de agosto al 4 de septiembre en la Ciudad de México, y contó con la participación de todas las corrientes de izquierda.
Los resultados del congreso fue la adopción de posturas radicales en torno al proyecto político, que finalmente sería socialista; pero también se fijó postura ante la inestabilidad política del régimen (al que se acusó de burgués) surgido de la revolución.
Producto del congreso fue el Partido Nacional Socialista (PNS), con el mexicano-estadounidense José Allen como secretario general. Este último, agente secreto del gobierno de los Estados Unidos que a finales de 1918 había sido reclutado y recibido la orden de infiltrarse en el Gran Cuerpo Central de Trabajadores (GCCT).
No obstante, a los pocos días de constituido el nuevo partido se produciría su primera escisión. Un grupo dentro del que destacan el estadounidense Linn Abel Gale y Adolfo Santibáñez, se separaría y formaría el 7 de septiembre el Partido Comunista de México, el primero con ese nombre en el país, quedando Santibáñez como su secretario general. El PNS (presentado aún como PSM), alegaría el 13 de septiembre de 1919 en periódico El Heraldo de México, que la expulsión del grupo de Gale se debió a sus nexos con el entonces secretario de gobernación Manuel Aguirre Berlanga.
El 16 de septiembre se funda la Federación de Jóvenes Comunistas liderada por Felipe Carillo Puerto, Rosendo Gómez Lorenzo y Jesús J. Bernal.
El Partido Comunista Mexicano (PCM) no se fundaría sino hasta el 24 de noviembre de 1919, después de la llegada a México del emisario ruso Mijail Borodin, quien entablaría contacto con M. N. Roy y Venustiano Carranza, asegurando a este último el apoyo de la naciente Rusia soviética y la Comintern a su gobierno.
Al respecto, el historiador González Casanova rescata y traduce un fragmento de las memorias de Roy, donde este relata el cambio de planes, con la respectiva aprobación gubernamental:

"Tras discutir el asunto con algunos amigos íntimos haría saber en el círculo correspondiente que el Partido Socialista se iba a convertir en Partido Comunista con el consentimiento de don Venustiano Carranza, y que de hecho continuaría la línea política anterior aunque algunas veces sus pronunciamientos públicos se enriquecerían con algunos fuegos artificiales. Se me aseguró que no habría oposición pública a que el Partido Socialista cambiara su nombre y se afiliara a la recién fundada Internacional Comunista".
M. N. Roy. Memoirs

Es así como el 24 de noviembre de 1919, Roy, Allen y el estadounidense Charles Phillips se reúnen y deciden crear el Partido Comunista Mexicano y asociarse a la Comintern, acción que provocaría la molestia de la mayoría de los mexicanos dentro del PNS, pues no fueron consultados para el cambio.
Las primeras acciones del partido estuvieron ligadas al trabajo de base, es decir constituir comités del partido en todo el país y vincularse a todas las nacientes organizaciones obreras, entre ellas la Confederación Regional Obrera Mexicana; cuyo líder Luis N. Morones había participado en el Congreso Nacional Socialista, pero salió de él ante las diferencias ideológicas. Dado su trabajo de base, rehusó participar de cualquier actividad electoral, por lo que no contendió por ningún cargo público en las elecciones de 1920. No obstante, algunos sectores moderados del partido, especialmente los ligados a la corriente del nacionalismo popular, abiertamente apoyaron la candidatura presidencial de Álvaro Obregón, postulado por el Partido Laborista Mexicano, fundado por Morones y de tendencia izquierdista.
El PCM se autodefinió como un partido de izquierda internacional de carácter comunista alineado con la Internacional Comunista. Se consideraba como sección de un partido internacional en México. Ante ello, se asumió desde un principio como un partido opositor al régimen; condición que manifestaba al influir en las organizaciones campesinas y obreras que le fueran contrarias, tanto al gobierno, como a la CROM, e incluso en secciones dentro de ella.
El 15 de enero de 1920 comienza a publicarse Vida nueva, órgano del Comité Central del PCM.
En 1921 el gobierno de Álvaro Obregón comenzó una serie de medidas persecutorias contra grupos opositores sin distinción ideológica; cuando estos tomaban acciones de rechazo al Estado. El PCM  fue víctima de esta represión, cuando varios de los miembros extranjeros del instituto fueron expulsados del país, entre ellos el secretario general José Allen. 
Esto llevó a la realización del 25 al 31 de diciembre, de un Primer Congreso Ordinario que fijó la postura definitiva del organismo, como actor de la vida pública del país. Entre las determinaciones estuvo la de modificar el nombre a Partido Comunista Mexicano; seguir absteniéndose de participar en procesos electorales; no participar de los constantes movimientos militares opositores; ampliar la base partidaria en el campo, para fomentar la colectivización (esto debido a la carencia de organizaciones de campesinos y a la poderosa influencia de sindicatos alineados a la CROM, que limitaban la vocación obrera del partido); abandonar la postura anarcosindicalista para tener mayor aceptación entre los miembros moderados de la clase obrera; asumir y apoyar luchas populares urbanas como los movimientos inquilinarios, estudiantiles, de oficios, y de burócratas.
Los resultados del Congreso permitieron la consolidación del organismo, que obtuvo algunas victorias en la lucha sindical en fábricas donde su presencia, aunque clandestina, fue determinante. La influencia de líderes campesinos comunistas como Úrsulo Galván en Veracruz, Primo Tapia en Michoacán y José Guadalupe Rodríguez en Durango, atrajo simpatías al partido en zonas rurales.  El impacto fue tal, que las primeras organizaciones campesinas fueron dirigidas por los anteriores, siendo estas las Ligas de Comunidades Agrarias y la Liga Nacional Campesina. En tanto en las zonas urbanas aparecieron la Federación Comunista del Proletariado Mexicano y las Juventudes Comunistas, con lo que comenzó a hacerle frente a la CROM.
Durante el año de 1921 el PCM fue el núcleo formador de la Confederación General de Trabajadores (CGT), esto como parte de los esfuerzos de descentralizar a la CROM, la organización obrera más poderosa de la época y que probaba no ser de real apoyo con los trabajadores. La CGT adoptó como principios fundamentales “la lucha de clases y la acción directa”, que implicaba la exclusión de toda clase de participación política y aunque esta organización nace vinculada a la Internacional Sindical Roja, dirigida por Moscú, al realizar su primer Congreso, la influencia de los anarquistas propicia su separación de la Internacional y el rompimiento con los comunistas del país.
Aunque el Comité Central no era partidario de participar en elecciones federales; los comités locales si participaron en procesos locales y consiguieron llevar en 1922 a varios legisladores a congresos estatales, entre ellos Carlos Palacios, Francisco J. Moreno (asesinado en 1925) y Úrsulo Galván en Veracruz, y Roberto Calvo en Oaxaca; además de un senador de la República, Luis G. Monzón, y un diputado federal, Hernán Laborde.

### Consolidación y crecimiento
En la coyuntura de la Rebelión delahuertista en 1923, el PCM tomó la determinación de apoyar, aunque no de forma oficial, la candidatura de Plutarco Elías Calles para las elecciones de 1924; ya que sectores de la derecha, en algunas zonas del país,  se habían involucrado en la revuelta y estaban movilizando una respuesta contrarrevolucionaria; aunque esto no representaba la postura de la rebelión general, ni la de Adolfo de la Huerta. Sin embargo, el apoyo solo duró durante la contienda bélica y electoral; pues la marcada animadversión del nuevo presidente al pensamiento comunista no solo los desvinculó, sino que nuevamente el PCM fue víctima de persecución.
Para el proceso electoral de 1928, la determinación del comité central fue apoyar la reelección de Álvaro Obregón, dados los riesgos de llegada al poder de los generales Francisco R. Serrano y Arnulfo R. Gómez, que representaban a sectores reaccionarios.  Aunque en el terreno político electoral, el partido carecía de fuerza y presencia a nivel nacional; en el trabajo de base, especialmente en las organizaciones campesinas comenzó a tomar más relevancia.  Por lo que el 25 de enero de 1929, apoyado por distintas organizaciones políticas locales, fundó el "Bloque Obrero Campesino Nacional", como órgano de articulación para delinear las plataformas electorales que contendieran para los cargos de elección popular.  En ese contexto, se presentó también la fundación del Partido Nacional Revolucionario en marzo, que también aglutinó a un gran número de partidos políticos locales y nacionales, pero que al detentar el poder a través de uno de su fundadores y vigente Presidente de la República, Emilio Portes Gil, se convirtió en los hechos en el partido hegemónico, pues las agrupaciones que absorbió eran precisamente todas las que ocupaban los cargos públicos.
En las elecciones de 1929, el partido postuló a Pedro Rodríguez Triana; sin embargo la polarización de aquel proceso giró en torno a José Vasconcelos y el candidato oficial Pascual Ortiz Rubio; de tal manera que se produjeron acusaciones de fraude. Si bien, el comité central condenó este, no se unió a las manifestaciones vasconcelistas al calificar de "enfrentamiento entre burgueses", la disputa poselectoral.
La crisis económica derivada de la Gran Depresión, acrecentó las movilizaciones obreras y campesinas en demanda de mejoras a las condiciones de vida y trabajo; el encono hacia al régimen del naciente PNR, fue canalizado por el PCM, que comenzó a aliarse a los sindicatos que abandonaban la CROM, y los grupos agraristas disidentes. Su significativo crecimiento a principio de los años 1930, fue a la par de la política de combate a todo grupo opositor que llevaron a cabo los regímenes del Maximato.

### El PCM en el Cardenismo

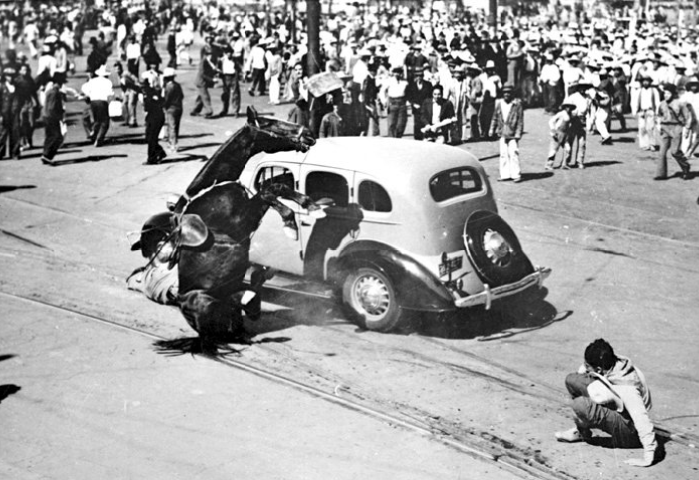
Caballo atropellado por un coche durante enfrentamiento entre comunistas y camisas doradas en 1935.

La llegada al poder de Lázaro Cárdenas, fue un cambio de paradigma en la relación del partido con el gobierno, pues se desenvolvió en el marco de las políticas de corte nacionalistas del presidente, que pugnaban por un sistema corporativista para movilizar a las masas. Al tiempo que se permitía la disidencia o independencia de movimientos sociales para contener el poder de las centrales obreras y campesinas oficiales. En este contexto, la Internacional Comunista recomienda al Partido colaborar activamente en la política cardenista, no solo para cohesionar a los enfrentados grupos de izquierda moderada (del lado del oficialismo) y radical (la oposición que representaba el PCM); sino para evitar o contener el crecimiento de grupos de extrema derecha con tendencias fascistas, como la Unión Nacional Sinarquista. Además, la Internacional creía que una activa intervención del PCM, finalmente radicalizaría las políticas nacionalistas, pudiendo devenir en socialismo, y con ello abrir paso a la toma del poder por parte de los comunistas. Un antiguo miembro del partido, el secretario Francisco J. Múgica, era el principal ideólogo del régimen cardenista.
Una serie de coyunturas que formaron parte del sexenio de Lázaro Cárdenas contaron con un rol protagónico y en ocasiones decisivo del PCM. Los comités campesinos afiliados, fueron los principales impulsores de la fundación de la Confederación Nacional Campesina; la intervención de destacados militantes como Diego Rivera, permitió la llegada de León Trotski en calidad de refugiado, aunque el comité central, subordinado a la Internacional, lo rechazó; el PCM favoreció y respaldó el apoyo del gobierno al régimen de la Segunda República Española; y con ello la llegada de miles de refugiados, no solo los perseguidos por el franquismo, sino de judíos perseguidos por los nazis, gitanos perseguidos por los fascistas y miembros de partidos comunistas latinoamericanos.
En términos de movilización, el partido participó en las manifestaciones públicas en respaldo a la expropiación petrolera; y de la misma manera que con la CGT en 1921, fue pieza fundamental para la conformación de una nueva central obrera, la Confederación de Trabajadores de México; aunque en esta se mantuvo al margen en muchas ocasiones por el dominio que tenían de ella, sectores moderados encabezados por Vicente Lombardo Toledano.
La política de masas, permitió una sólida expansión del organismo, que extendió su influencia en zonas de todo el país, a través de comités de base y organizaciones populares, obreras, campesinas y otras. Muchos de los fundamentos o principios del partido comunista inspiraban estrategias de gobierno como la condena de los regímenes fascistas, la educación socialista, la progresiva estatización de la economía, el reparto agrario, y la entrega de los medios de producción al sector obrero cuando una empresa era expropiada.
Sin embargo, a pesar de vivir sus mejores momentos como instituto político (incluso recuperando el registro legal en 1935), nunca pudo ascender en términos político electorales, ya que el sistema corporativista estaba vinculado plenamente al partido oficial, por lo que muchos de sus cuadros fueron absorbidos por este. También sus avances fueron contenidos por el régimen, no solo como parte de la política de partido hegemónico, sino para mantener el equilibrio de fuerzas, dada la polarización que se vivía entre la derecha y la izquierda a nivel mundial, en la coyuntura previa a la Segunda Guerra Mundial. No obstante, al llegar a 30 125 afiliados a principios de 1939, el partido ya era una de las principales fuerzas de oposición.
Ante la sucesión presidencial de 1940 y en un contexto internacional en donde la Internacional Comunista promovía la estrategia del Frente popular (la alianza de los partidos comunistas con sectores de centro) para hacer frente al ascenso mundial del fascismo y el nazismo, Vicente Lombardo Toledano acusó en una carta ante el Kremlin y la Comintern, al Partido Comunista Mexicano de no seguir la estrategia, respaldando la precandidatura del general Francisco J. Múgica frente al “moderado” Ávila Camacho. La respuesta de la Internacional a los dirigentes comunistas mexicanos fue que se plegaran a la estrategia y siguieran la influencia de Lombardo. Después el PCM descalificaría al general Múgica como el “candidato de Trotsky”, vetándolo de cualquier apoyo.

### Crisis y reorganización
El gobierno de Manuel Ávila Camacho impulsó una política de “Unidad Nacional”, que entre otras cosas, significó alejarse de las posturas de izquierda radical del Cardenismo, por lo que el partido quedó desvinculado de los entes corporativistas del estado. Sin embargo, no persiguió al partido para evitar la radicalización de este en medio del escenario de la Segunda Guerra Mundial.
Mientras el partido, aunque distante del gobierno, se mantuvo cercano a dicha política para evitar cualquier influencia de la extrema derecha. En tanto dentro de sus filas se experimentaron diversos cambios influenciados por las intenciones de la Internacional Comunista, de preservar la “pureza ideológica” de los partidos, esto por la alianza Estados Unidos-Unión Soviética contra los nazis, ya que se temía que la misma provocara filtraciones o moderaciones en los burós políticos. Esto ocasionó un número considerable de expulsiones de nuevos y viejos miembros; a la par de forma paradójica, la Internacional seguía indicando al instituto político se mantuviera cercano a los regímenes revolucionarios.
Por ello se volvió a apoyar de manera informal la candidatura del PRI, en este caso de Miguel Alemán Valdés. No obstante, ya como presidente y con la presión estadounidense de por medio (que viviría el auge de la persecución comunista o “Macartismo”), el régimen aprovechó cada conflicto sindical para acusar al Partido Comunista de violar las leyes electorales y a sus miembros del delito de disolución social; en uno de esto conflictos, la acusación llevó al retiro del registro del partido en 1951.

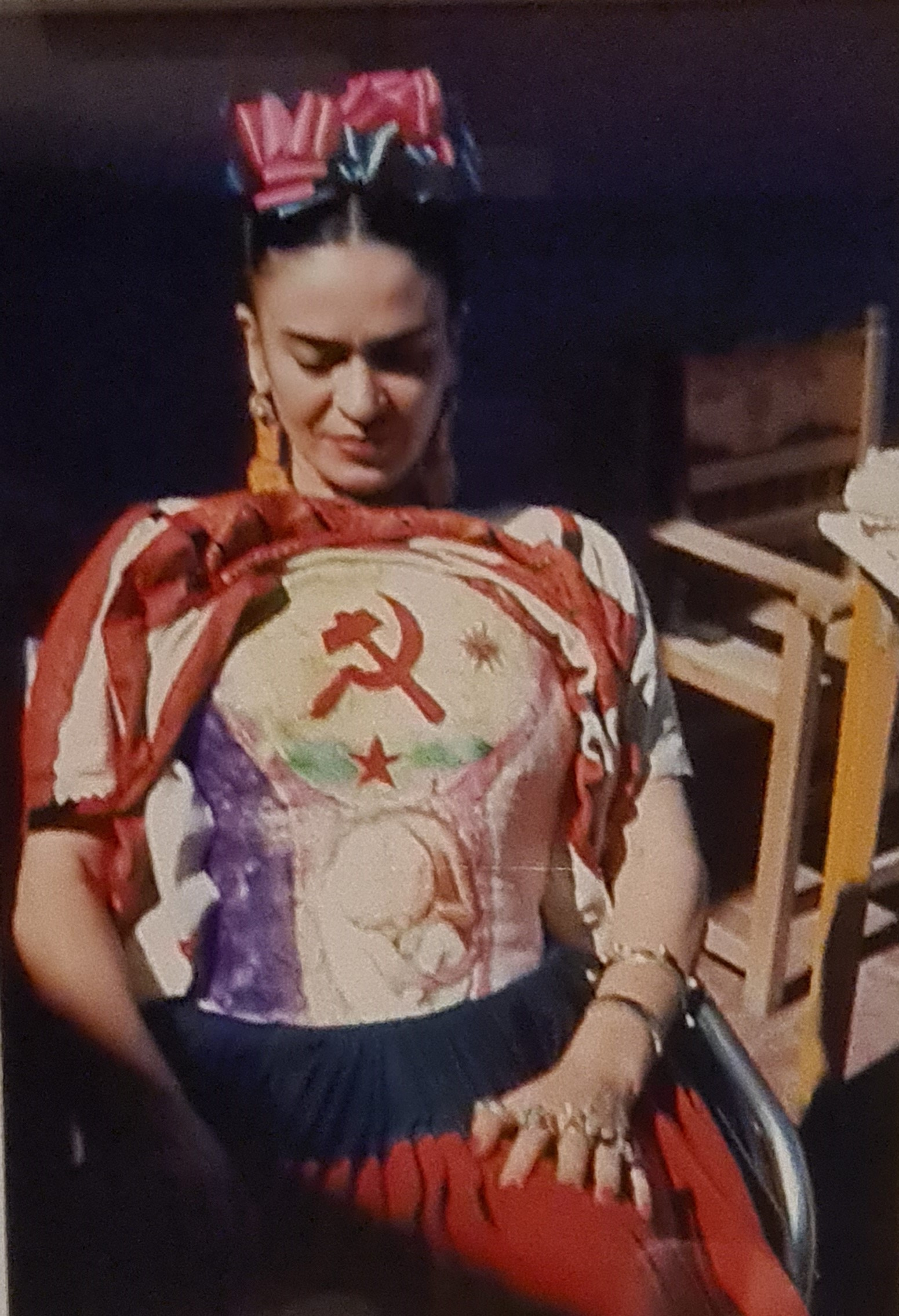
La pintora mexicana Frida Kahlo, vistiendo un corsé con el símbolo del partido comunista, c. 1941.

Durante estos años, el PCM vivió los mismos conflictos ideológicos que enfrentó el movimiento comunista en el mundo, estos provocados por la división entre estalinismo y trotskismo, que causó disputas a su interior relacionados con sus militantes célebres como Diego Rivera, quien luego fue expulsado del partido, y Frida Kahlo, entre otros, por su respaldo a León Trotski, la colaboración para el exilio de este, y a la llamada "Oposición de Izquierda" en la URSS; mientras otros como el muralista David Alfaro Siqueiros permanecían fieles al movimiento comunista; sin embargo el partido continuamente se va a desligar de los actos de sus simpatizantes estalinistas dando un giro hacia el revisionismo y posteriormente hacia el llamado eurocomunismo.
De vuelta en la clandestinidad, el partido decidió retomar su vocación obrera y seguir ampliando el trabajo de base en el campo. A lo largo de la década de 1950 fue activo participante de los principales movimientos sociales, obreros, campesinos, populares e incluso cívicos que se opusieron en lo sucesivo a los gobiernos de Alemán Valdés, Adolfo Ruiz Cortines y Adolfo López Mateos; sobresaliendo esencialmente el movimiento ferrocarrilero de 1958-59, encabezado por dos miembros del partido: Valentín Campa y Demetrio Vallejo; el movimiento magisterial en 1958 de Othón Salazar; e incluso las protestas ciudadanas contra el cacique de San Luis Potosí Gonzalo N. Santos, en las coyunturas electorales protagonizadas por Salvador Nava, donde el Comité local del partido decidió abiertamente apoyar las candidaturas a presidente municipal (1958) y gobernador (1960) de este. Todo lo anterior acrecentó la política persecutoria anticomunista de los regímenes del PRI.
En el plano electoral, el Partido, aún sin registro, decidió seguir impulsando candidaturas locales, pues en el terreno federal su debilitada posición se notaba aún más ante la aglomeración de las fuerzas de izquierda en dos bandos, ninguno perteneciente a este partido. Por un lado la llamada "izquierda oficial", más ligada al aparato estatal y representada desde muchos años antes por Vicente Lombardo Toledano y el Partido Popular; y por otro lado, estaba la izquierda disidente, aquella alguna vez ligada al partido oficial, asumida como heredera del movimiento revolucionario de 1910 y representada por la Federación de Partidos del Pueblo Mexicano. Con esta situación, el partido nuevamente se dividió entre quienes apoyaron la candidatura de Lombardo Toledano y los que respaldaron la de Miguel Henríquez Guzmán en las elecciones presidenciales de 1952. En ese contexto, por primera vez en la historia, el partido además de rechazar el fraude electoral que acusaba la oposición de Heríquez Guzmán (y de gestar su propia batalla en aquellos espacios donde en lo particular reclamaba fraude), hizo un llamado generalizado a la revuelta popular para derrocar al régimen; mismo que resultó en una represión violenta contra miembros y simpatizantes del partido. En 1958 ni presentó candidato, ni apoyó bajo ninguna forma candidatura alguna.

### El PCM y el Movimiento del 68
El mecanismo de Desestalinización iniciado por el partido en 1956, que se sumó a las coyunturas del triunfo de la Revolución Cubana en 1959, la expansión de nuevas corrientes de pensamiento comunista como el maoísmo y el eurocomunismo, y la carencia de un solo organismo internacional (había desaparecido la Tercera Internacional) que aglutinara a todos los partidos de izquierda; ocasionó un proceso de renovación política y reposicionamiento ideológico en el partido, en aras de ampliar su base de simpatizantes y construir una manera autónoma, respecto al socialismo soviético, de asumir las realidades del instituto y del propio país, actuando en consecuencia. Ahora su programa y estatutos incluían, además de la tradicional lucha por la emancipación de la clase obrera y campesina; la democratización de las organizaciones populares, la sociedad en general y el régimen político; la disputa electoral por el poder y el empoderamiento de los sectores sociales.
Por ello, en los años 1960 diversificó sus cuadros políticos asumiendo nuevas luchas sociales, incluidas aquellas tendencias progresistas resultantes de la llegada al poder de regímenes socialdemócratas en gran parte del mundo. No obstante siguió involucrándose de lleno en las contiendas tradicionales, pero con un enfoque más independiente al tenido en décadas anteriores; por ello participó de organismos plurales que se conformaron en esta década como el Movimiento de Liberación Nacional, la Central Campesina Independiente y el Frente Electoral del Pueblo, así como de la Central Nacional de Estudiantes Democráticos.
Esa notoria autonomía respecto al socialismo soviético se manifestó en mayo de 1968 cuando condenó abiertamente la invasión de la URSS a Checoslovaquia en el marco de la Primavera de Praga.
Contrario a lo divulgado por los medios de comunicación de aquella época, y asumido por el gobierno, en realidad la participación directa del Partido Comunista y su órganos en el Movimiento estudiantil de 1968 fue secundaria. Esta se encontraba más activa y ligada, primero a la Central Nacional de Estudiantes Democráticos, y luego a las Juventudes Comunistas; quienes realizaron trabajo de base, divulgación, organización y apoyo dentro o fuera en los inicios del Movimiento estudiantil y luego del Consejo Nacional de Huelga. No obstante, conforme se acercó el clímax del movimiento, el buró político hizo presencia de desplegados y comunicados para llamar a la defensa de los estudiantes.
Estudiantes miembros de las Juventudes Comunistas integraron los distintos comités, incluida la dirigencia del Consejo Nacional de Huelga; además brigadistas de las mismas acompañaron las manifestaciones en el Zócalo y la Marcha del silencio. El recelo de los sectores moderados del movimiento impidió en todo momento que el involucramiento de simpatizantes comunistas radicalizara su pliego petitorio o las acciones del mismo; no obstante, era claro que la capacidad de organización política y la retórica de lucha democrática era mayormente inspirada por los estudiantes de las Juventudes Comunistas, mejor preparados en el diseño de asambleas, discursos  y estructuras gestionarías. Sin embargo, el gobierno mantuvo una actitud vigilante e incluso acosadora a miembros y simpatizantes del partido, no solo por la dudas de si había o no participación directa, sino también para respaldar la imagen pública de culpar al partido.
Entre los muertos, detenidos y desaparecidos en la matanza del 2 de octubre en Tlatelolco estuvieron miembros de las Juventudes Comunistas. Un día más tarde, el PCM se convirtió en el único partido político del país que rechazó abierta y públicamente la represión del gobierno de Gustavo Díaz Ordaz. Sin embargo, el carácter del PCM como opositor a la autoorganización comenzó a hacerse más notorio después del 2 de octubre. 

«Para 1968, [el desprestigio del PCM] se vio atizado por la irrupción del movimiento estudiantil que de forma espontánea rebasó por izquierda la política conciliadora de [éste]. [...] De ahí que tanto la juventud comunista como el PCM hayan tenido un rol secundario en la dirección del CNH, lo cual no impidió que la dirección del partido bregara para intentar convencer a su juventud de contener la radicalización del movimiento, como muestran los testimonios de los mismos militantes comunistas, o que algunos de éstos buscaran negociar a espaldas del movimiento, como ha sido denunciado por muchos de los participantes. Esto era la consecuencia de una estrategia política y no de una acción aislada, que chocaba con un movimiento que tendencialmente cuestionaba el orden capitalista, en contra de la estrategia conservadora del estalinismo. Después de la represión del 2 de octubre en la Plaza de las Tres Culturas, con la aprehensión y asesinato de cientos de activistas combativos, los comunistas tomarían el timón para levantar la huelga y desmovilizar al estudiantado contra las posiciones del CNH y su vanguardia.»

Poco a poco el PCM tendería a frenar al CNH bajo el argumento de que no había condiciones para continuar el movimiento ante el encarcelamiento de los principales dirigentes el 2 de octubre, por lo que proponía el levantamiento unilateral de la huelga y "cambiar la forma de lucha". En noviembre de 1968, militantes del PCM encarcelados en Lecumberri renunciarían a su militancia en un comunicado.

«Después del 2 de octubre, sólo el PC y la JC tenían suficientes cuadros políticos en el CNH para tomar su dirección. Estas organizaciones, al final de cuentas, son responsables de los errores. Los comunistas, a los que les correspondía la tarea de llevar al movimiento al triunfo, aun pasando por las direcciones burocráticas de sus organizaciones, han fallado ante su base y gran responsabilidad cae sobre ellos. No estamos dispuestos a colaborar en la derrota del movimiento y, como sabemos que sólo rompiendo con el PC y la JC podemos expresar nuestros pensamientos con responsabilidad, nos vemos obligados a renunciar a estas organizaciones y llamamos a todos los compañeros comunistas a que también lo hagan.»

En 1978, su principal dirigente, Arnoldo Martínez Verdugo, admitiría en una entrevista haberse reunido en secreto con funcionarios priistas 10 años antes.

### Recuperación del registro y fusión
Luego de la Matanza de Tlatelolco se acrecentó el clima de represión  y hostigamiento contra el partido; eso y la parálisis política del instituto derivada de la detención de sus líderes, llevaron a varios cuadros del partido, especialmente de las Juventudes Comunistas, a tomar el camino de la guerrilla tanto rural como urbana, en lo que después desembocaría en la denominada "Guerra sucia" que emprendió el régimen de Luis Echeverría contra los sectores más radicales de la izquierda. 
Al mismo tiempo el partido pasó por un proceso de moderación que, aunque significó un crecimiento de simpatizantes en amplia zonas rurales y suburbanas, devino en el abandono de sus posturas más radicales, lo que causó la separación de algunos miembros. No obstante se mantuvo vinculado a aquellos sectores perseguidos por el gobierno, aunque sin respaldar abiertamente las acciones armadas. Dirigentes como Arnoldo Martínez Verdugo, Pablo Gómez, Gerardo Unzueta, Eduardo Montes, Arturo Martínez Nateras y Gilberto Rincón Gallardo, impulsaron en aras de la supervivencia del partido, el acercamiento a la política electoral; la moderación de su concepto dictadura del proletariado por el de poder democrático popular; la inclusión en su ideario de demandas ecologistas y feministas, defensa de los derechos políticos del clero y de los homosexuales; y la condena al militarismo soviético, al mismo nivel que se hacía del estadounidense.
En las elecciones de 1976 el PCM postuló como candidato presidencial al líder ferrocarrilero Valentín Campa. Recibió alrededor de un millón de votos, los cuales, debido a la falta de registro legal del candidato, no fueron válidos oficialmente. En consecuencia y como un paso necesario ante los conflictos políticos del país, el nuevo presidente José López Portillo y su secretario de Gobernación Jesús Reyes Heroles emprendieron negociaciones con las organizaciones de izquierda que desembocaron en la amplia reforma política de 1977 que le otorgó el 3 de mayo de 1978 el registro al PCM y a otros partidos políticos de izquierda, lo que les permitió participar en las elecciones legislativas de 1979 y obtener por primera vez en muchos años una presidencia municipal, en Alcozauca de Guerrero, y 18 diputados federales por representación proporcional en la LI Legislatura.
El contexto histórico de la izquierda mexicana después del Movimiento estudiantil de 1968, era de una diversificación de las posturas ideológicas y las líneas de acción, pero sobre todo de una profunda fragmentación. Por un lado la izquierda revolucionaria y clandestina de las guerrillas urbanas y rurales, perseguidos durante la "Guerra sucia"; la izquierda oficial alineada al partido de estado, específicamente el Partido Popular Socialista; la izquierda social representada en grupos obreros, campesinos y populares independientes y la izquierda partidaria que hallaba representación este organismo, en el Partido Socialista de los Trabajadores, el Partido Mexicano de los Trabajadores y el Partido Revolucionario de los Trabajadores, todos beneficiarios de la reforma de 1977, pero antagónicos en sus concepciones de la "vía al socialismo".
En ese escenario se desarrolló el XIX Congreso del PCM de principios de 1981; este realizó cambios doctrinarios a los estatutos para concebir nuevas corrientes, que complementaran la tradicional lucha de emancipación de las clases trabajadoras con la inclusión de la izquierda social.
Estos cambios fueron el preámbulo para la convocatoria del XX Congreso a finales del mismo año, pues era preciso un cambio doctrinario para la propuesta central del vigésimo órgano colegiado, la fusión con otras organizaciones de izquierda. Después de las elecciones intermedias de 1979, sectores del PCM, grupos de la izquierda social y algunos militantes de los otros partidos de izquierda, llamaron a la creación de una organización única de todas las izquierdas para hacer frente al crecimiento de las derechas y al cambio de paradigma en el seno del régimen priísta, el abandono del nacionalismo revolucionario por el naciente neoliberalismo. El XX Congreso aprobó la fusión, no obstante ninguno de los otros partidos con registro aceptó, por lo que esto solo se llevó a cabo con el Movimiento de Acción y Unidad Socialista, el Partido del Pueblo Mexicano, el Partido Socialista Revolucionario y el Movimiento de Acción Popular. La fusión y nombre de la organización, Partido Socialista Unificado de México (PSUM) se dio el 7 de noviembre, en tanto el 18 de diciembre de 1981, el PCM cedió su registro electoral para que la nueva organización participara en la elección federal de 1982. Arnoldo Martínez Verdugo, expresidente del PCM fue nominado como candidato presidencial.
Esta nueva organización, el PSUM, en 1987 se fusionaría con el Partido Mexicano de los Trabajadores, para formar el Partido Mexicano Socialista (PMS).
En ese mismo hilo de acciones de «unidad» y de dilución ideológica del comunismo, el candidato a las elecciones presidenciales del PMS en 1988, Heberto Castillo, declina a favor de Cuauhtémoc Cárdenas Solórzano, de la llamada Corriente Democrática, disidente del PRI; y ante el fraude en las elecciones presidenciales de 1988, se incorpora al Frente Democrático Nacional, que acabó convirtiéndose en 1989 en el Partido de la Revolución Democrática, siendo el PMS quien cedió su registro para que el PRD ingresara al sistema electoral mexicano; quien desde entonces había usufructuado el registro y recursos del extinto Partido Comunista Mexicano.

## Secretarios Generales del PCM
- (1919 - 1921): José Allen.
- (1921 - 1924): Secretariado Colectivo (José Allen, José C. Valadés y Manuel Díaz Ramírez).
- (1924 - 1929): Rafael Carrillo Azpeitia.
- (1929 - 1940): Hernán Laborde.
- (1940 - 1959): Dionisio Encina.
- (1959 - 1963): Secretariado General Colectivo.
- (1963 - 1981): Arnoldo Martínez Verdugo.

## Resultados electorales

### Presidencia de la República
|  | 1.01 % |

|  | 0.02 % |

|  | 5.60 % |

- Nota: Participaron sin registro, y por lo tanto no hay datos de su votos obtenidos, Miguel Mendoza López Schwertfeger en 1958 y Ramón Danzós Palomino en 1964. También sin registro, el partido apoyó abiertamente la candidatura formal de Vicente Lombardo Toledano en 1952.

### Cámara de Diputados
| Elección | Legislatura | Distrito | Distrito | RP      | RP   | Curules | Posición | Presidencia         | Presidencia |
| Elección | Legislatura | votos    | %        | votos   | %    | Curules | Posición | Presidencia         | Presidencia |
| -------- | ----------- | -------- | -------- | ------- | ---- | ------- | -------- | ------------------- | ----------- |
| 1979     | LI          | 621 229  | 5.38     | 703 068 | 5.43 | 18/400  | Minoría  | José López Portillo |             |